# Alberto Prebisch

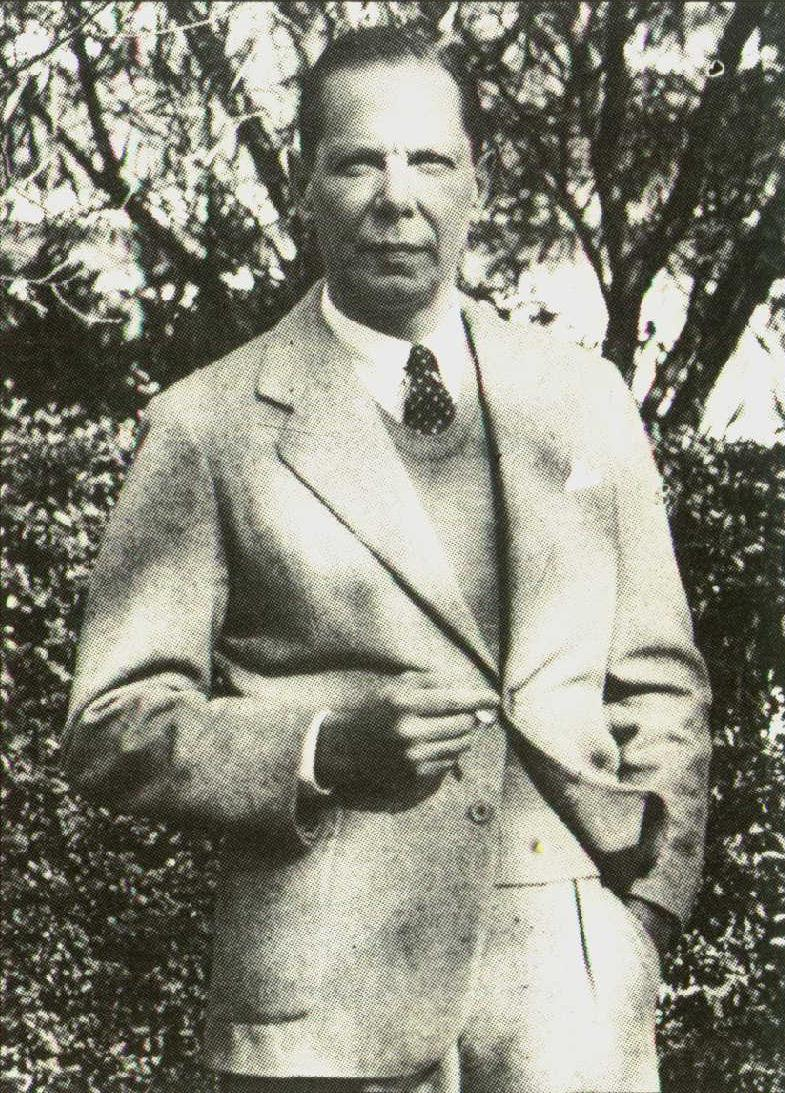
Alberto Prebisch em 1956

Alberto Prebisch (São Miguel de Tucumã, 1 de fevereiro de 1889 — Buenos Aires, 13 de outubro de 1970) foi um arquiteto argentino.
Alberto Prebisch é considerado um precursor da arquitetura moderna na Argentina. Brilhante polemista, participou ativamente da vanguarda artística portenha. Contrário ao academicismo, defendia os novos princípios da arte e da arquitetura moderna.
Por um breve período foi intendente de Buenos Aires (16 de junho de 1962 a 12 de outubro de 1963).

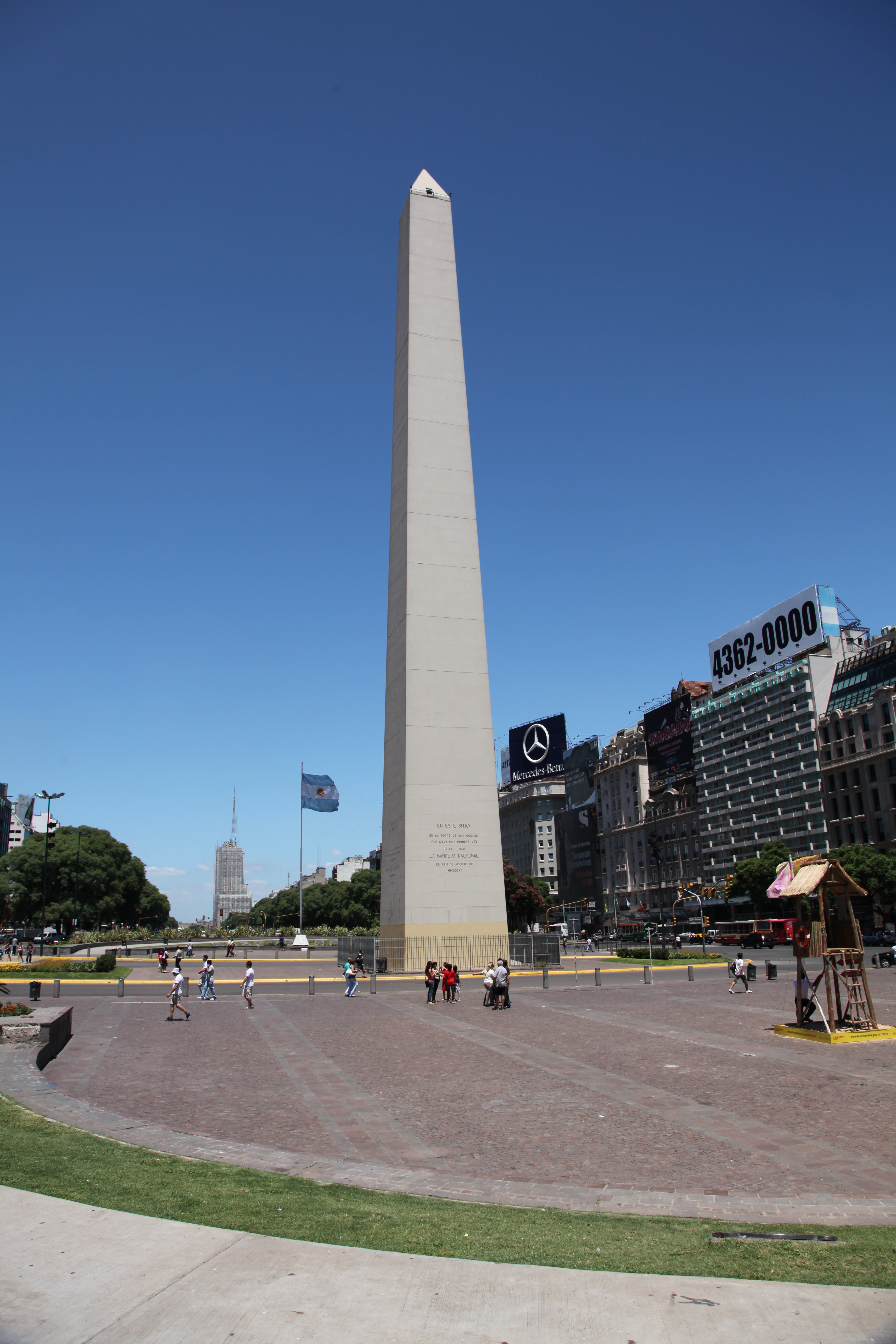
Obelisco

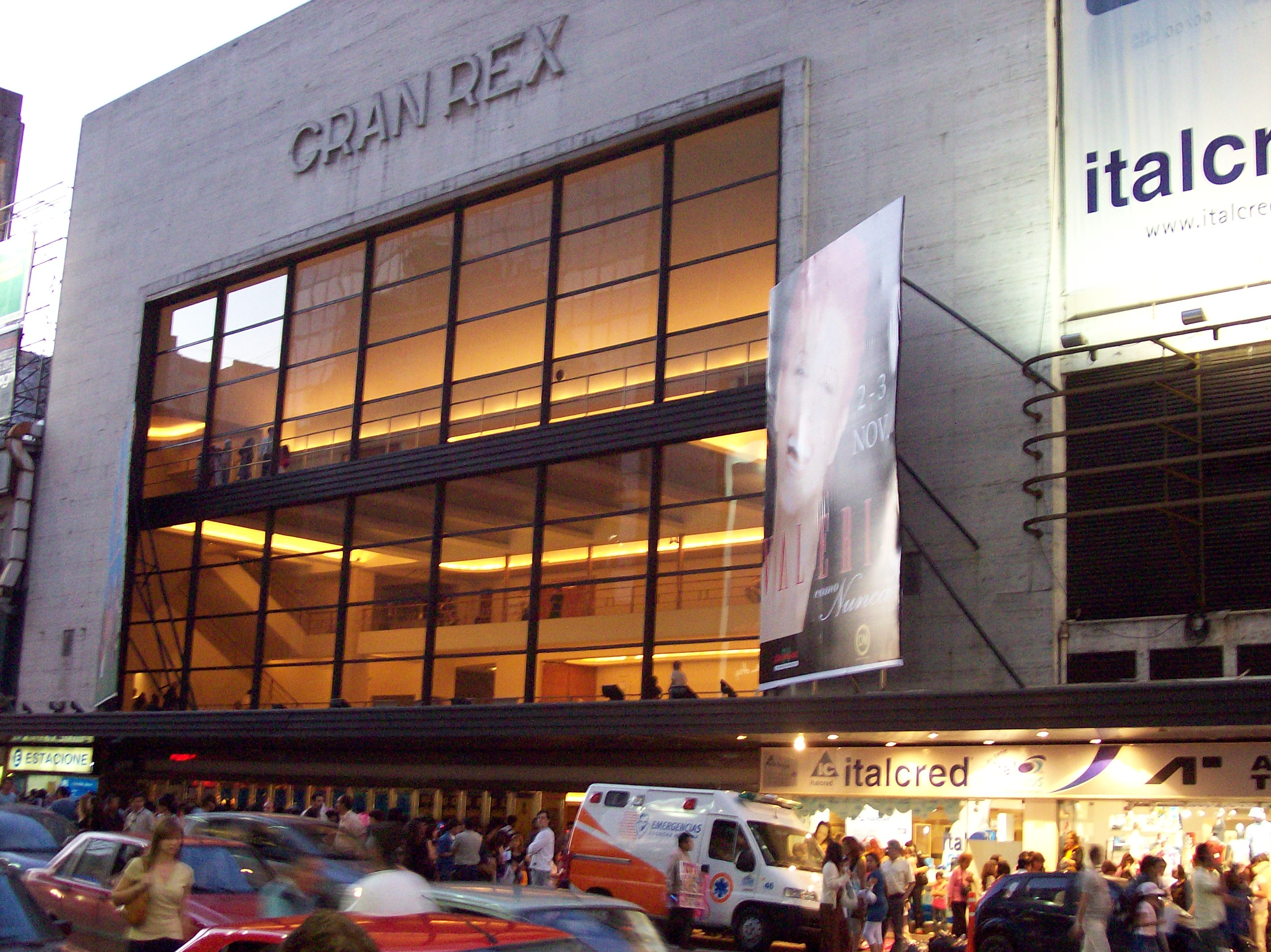
Cine Gran Rex

## Obras destacadas[1]
- Edificio Echeverría 2835 (1925)
- Edificio Larrea y Beruti (1935)
- Obelisco de Buenos Aires (1936)
- Edificio Tucumán 689 (1936)
- Edificio Tucumán 675 (1936)
- Cine Gran Rex (1937
- Edificio Chile 1378 (1938)
- Residencia Thames 2155 (1940)
- Edificio Chile 778 (1946)
- Edificio San Martín 669 (1949)
- Edificio Av. Paseo Colón 533/43 (1949)
- Edificio Av. Paseo Colón 329 (1950)
- Edificio Av. del Libertador 846/48 (1955)
- Edificio Lafuente 261 (1957)
- Edificio Parera 159 (1957)
- Cine Atlas (1960)
- Edificio Av. Las Heras 3391/3395 (1967)